# Jasmin Shakeri

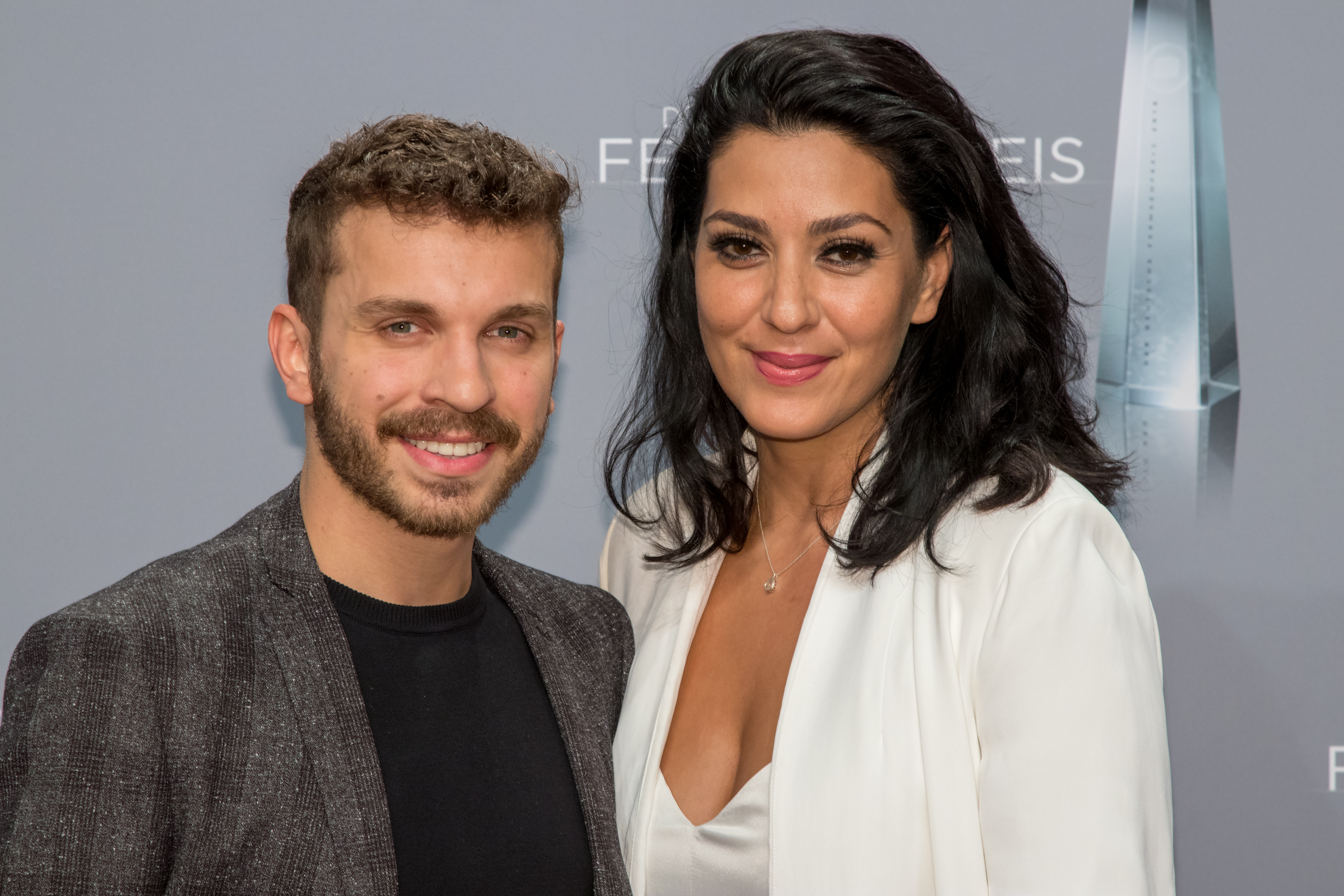
Shakeri mit Edin Hasanović bei der Verleihung des Deutschen Fernsehpreises 2018

Jasmin Shakeri (persisch یاسمین شاکری; * 1979 in West-Berlin) ist eine deutsch-iranische Schauspielerin, Sängerin und Songschreiberin.

## Laufbahn
Shakeri kam 1979 als Tochter eines iranischen Diplomingenieurs und einer Modedesignerin in Charlottenburg-Wilmersdorf zur Welt. Im Alter von 16 Jahren begann sie als Backgroundsängerin unter anderem für Jan Delay und Yvonne Catterfeld zu arbeiten. 2009 sollte ihr Debütalbum Perserkatze erscheinen, dessen Veröffentlichung sie zwei Wochen vor Termin absagte. In den Folgejahren arbeitete Shakeri vor allem als Songschreiberin für Künstler wie Andreas Bourani, Joy Denalane und Elif. 2016 gab Shakeri ihr Schauspieldebüt in der Komödie Hey Bunny (2016).
Shakeri gründete 2022 gemeinsam mit Smoli und Perry vom Musikproduzentenduo Beathoavenz die Band D.R.A.M.A. Die Songs der Gruppe beschreibt sie als Verwandlung von „Albträumen in Musik“. Die melancholische und teils gesellschaftskritische Musik von D.R.A.M.A. präsentierte Shakeri erstmals live bei der Eröffnung des Deutschen Filmpreises als Gastgeberin. Die Band veröffentlichte im September 2024 ihre zweite Single Hollywood in Kooperation mit dem Sänger Tay Schmedtmann, den Shakeri in ihrer Funktion als Vocalcoach bei The Voice of Germany kennengelernt und gefördert hatte. Schmedtmann ist nach D.R.A.M.A. auch das zweite Signing des Labels Writeordierecords der Band.

## Filmografie (Auszug)

### Fernsehen
- 2017: You Are Wanted
- 2017: Brüder
- 2019: Der gute Bulle: Friss oder stirb
- 2020: Crews & Gangs
- seit 2021: Deadlines
- 2022: Buba
- 2023: Kroymann (Satiresendung, Kroymann und das liebe Geld)
- 2023: Hammerharte Jungs
- 2024: Where’s Wanda?
- 2024: Angemessen Angry

### Kino
- 2016: Hey Bunny
- 2022: The Magic Flute – Das Vermächtnis der Zauberflöte
- 2022: Einfach mal was Schönes
- 2024: Chantal im Märchenland
- 2024: Feste & Freunde – Ein Hoch auf uns! (Feste & Freunde)
- 2025: Wunderschöner